# ヨーロピアン柔術
ヨーロピアン柔術（ヨーロピアンじゅうじゅつ、英語: German ju-jutsu, ドイツ語: Ju-Jutsu, Deutsches Ju-Jutsu, 中国語: 德國柔術）とは、日本の古流柔術、柔道、伝統空手をベースにドイツにて発祥した格闘技、武術の一つ。
別名柔術（じゅうじゅつ）、柔術競技（じゅうじゅつきょうぎ）、JJIF柔術（ジェイジェイアイエフじゅうじゅつ）、ドイチェル・ジュウジィツ。旧別名IJJF柔術（アイジェイジェイエフじゅうじゅつ）。
アルファベット表記は Ju-jitsu または Ju-jutsu が一般的だが、ポルトガル語およびスペイン語ではブラジリアン柔術同様Jiu-Jitsuと表記する。国際競技連盟は国際柔術連盟である。
また、英語表記では競技名「柔術」は"ju-jitsu"、種別「寝技柔術」は"jiu-jitsu"という区別される場合もある。

## 歴史
1967年、かつて柔道の段位を認定していたドイツの武道団体であるドイツ段位評議会 (ドイツ語: Deutsche Dan-Kollegium, DDK, 英語: German Dan Council) のメンバー、フランツ＝ヨーゼフ・グレッチュ、ヴェルナー・ハイムらは、主に柔道、空手、合気道に基づいた新しい護身術システムの開発を始めた。 柔道と合気道は日本の伝統的柔術から派生したものである。現実の状況で使用できるテクニックに重点が置かれた。 長年にわたり、警察活動の経験と他の武道のテクニックがこのシステムに影響を与えた。 2000年に、エスクリマ、サンボ、詠春拳、ムエタイ、その他の武術のテクニックがドイツの柔術に正式に追加され組み込まれた。
1997年、柔術がワールドゲームズラハティ大会に正式競技として参加。
2010年、JJIFが寝技柔術の競技部門を作る。
2013年、ワールドゲームズカリ大会で寝技柔術を実施。男子1階級。女子1階級。
2014年、寝技柔術を男子6階級、女子4階級に。
2018年、寝技柔術のみがアジア競技大会ジャカルタで正式競技に。男子6階級、女子2階級。
2019年までに男女ともにファイティングシステムと寝技柔術を7階級に。
2022年、寝技柔術で帯別、年齢別の反則技について国際ブラジリアン柔術連盟に合わせる。ノーギについてもルールブックに記載する。

## 実施種目
柔道衣を着用して行う。

### ファイティングシステム
- 英名 Fighting System , Ju-Jitsu Fighting , Combat 。
- 寸止めの打撃技と投げ技、絞技、関節技、抑込技によって勝敗を競う着衣総合格闘技。
- 近代オリンピックまたはワールドゲームズで実施された唯一の総合格闘技。
- 試合において帯色は一方は青、もう一方は赤である。
- 拳サポーター着用。
- 直接打撃は禁止となるが、的確に制御された寸止めの打撃技には一本または技有りが与えられる。
- 寸止めの打撃技と投げ技、抑込技（10秒）で技有りをとる事が可能。
- 寸止めの打撃技と投げ技、絞技、関節技、抑込技（15秒）で一本が可能。
- 試合は体重別で行われる。
- 抑込技は受が下ならバックマウントポジションなど受がうつ伏せでも成立する。
- 抑込技は三角絞、腕挫十字固、ストレートレッグロックを掛けながらのものでも受の上半身を十分に制御していれば成立する。
- サンボで認められているガードポジションの上からの抑込技は認められないので柔道やブラジリアン柔術のポジショニング技術が流用できる。
- 首や脊柱、指、爪先への関節技は禁止。
- 足首や膝を捻る関節技は禁止。
- 強い胴絞は柔道と同様に禁止。
- 相手にもっぱら負傷を負わせるのが目的の攻撃は柔道と同様に禁止。
- 関節技や絞技は立ち技でも特に禁止はされていないが、これらを極めながら投げてはいけない。
- 後ろ回し蹴り、回りながらの裏拳のように加減が難しい打撃は寸止めでも禁止。
- 接近戦や寝技では打撃技での一本、技有りは認められない。
- ポイントは絞技、関節技、抑込技での参ったによる一本は寝技でのものならば3点、その他の一本は2点、技有りは1点が得られ一本勝負ではない。
- 打撃技、立ち技での組技（投げ技、絞技、関節技）、寝技での固技（絞技、関節技、抑込技）。3種類全てで一本を取ると「フル一本」で勝利となる。
- 主審のコールは日本語で一部は英語である。
- 柔道と異なり、主審は立ち姿勢でも「ソノママ」、「ヨシ」がコールできる。
- 突き技では上段（頭部）へのストレートの縦拳、正拳突きは認められず、上段へは手刀、背刀、掌底、裏拳での技有り、一本が多く認められる。蹴り技も上段へはストレートなものは認められない。
- 主な経験者
  - レムコ・パドゥール
  - モーリス・ローミンベル
  - イムレ・ハーゲンドーレン

### デュオ・システム
- 英名 Duo System , Duo , Ju-Jitsu Duo。
- 主に護身を想定し、2名1組で攻撃と防御にわかれて、その攻防の正確さと美しさを競う表演競技。
- 審判による採点により競われる。
- 模擬的なナイフや銃も用いることもある。

### 寝技柔術
- 英名 Jiu-Jitsu [7] , Ne-waza , Ne-Waza System。旧英名 BJJ , Ne-Waza Ju-Jitsu。別名ブラジリアン柔術[8][9]。
- 名に反して立ち技もある組技格闘技。勝敗を競う着衣格闘技。
- 国際ブラジリアン柔術連盟 (IBJJF) ルールとの違い
  - 審判のコールが英語。
  - 試合時間が5分以下。
  - 見込み一本がない。
  - 試合において帯色は一方は青、もう一方は赤である。

など
- 打撃技は禁止。寸止めの打撃が的確でもポイントは与えられない。
- 蟹挟は反則である。
- 相手が絞技、関節技によって参ったをするとサブミッション勝ちが得られる。
- ポイントは投げ技、テイクダウン、ポジショニングに対して与えられる。投げ、テイクダウンは2点。スイープは2点。ニーオンザベリーは2点。パスガードは3点。マウントポジションは4点。バックグラブポジションは4点。
- 試合は体重別で行われる。
- 主な経験者
  - カンジュタ・パッタラボンズン[10][11]（アム・ザ・ロケット[12][13]）

### ショウ・システム
- 英名 Ju-Jitsu Show , Show , Show Syatem。
- 2名1組による、台詞や模擬武具・小道具（スマートフォンや熊のぬいぐるみなど）使用もある寸劇表演競技。
- 審判による採点により競われる。
- 2019年世界柔術選手権アブ・ダビ大会で実施された。

### コンタクト
- 英名 Comtact。
- フルコンタクト着衣総合格闘技。ファイティングシステムのフルコンタクト版。
- 一部地域で実施されている。2019年アジア柔術選手権ウランバートル大会で実施された。2019年世界柔術選手権アブ・ダビ大会では実施されていない。
- オープンフィンガーグローブ、ヘッドギア着用。
- 試合において帯色は一方は青、もう一方は赤である。